# Палаванская птица-носорог
Палаванская птица-носорог (лат. Anthracoceros marchei) — вид птиц из семейства птиц-носорогов. Подвидов не выделяют. Эндемик Филиппин. МСОП присвоил виду охранный статус VU. Видовое название дано в честь французского натуралиста и исследователя Альфреда Марке (фр. Antoine-Alfred Marche, 1844-1898).

## Описание
Палаванская птица-носорог — среднего размера птица-носорог, длиной около 55 см; самцы весят от 580 до 920 г. Оперение полностью чёрного цвета, за исключением белого хвоста. У самцов каска и клюв цвета слоновой кости, клюв с чёрным основанием. Голая кожа вокруг глаз и на горле белая, с голубоватым оттенком. Радужная оболочка красновато-коричневая, окологлазное кольцо чёрное. Самки заметно мельче самцов; клюв и каска у них немного меньше и с сероватым оттенком; радужная оболочка серовато-коричневая. У молодых особей клюв ещё меньше, более светлый, с серым основанием, отсутствует чёрное окологлазное кольцо, радужная оболочка тёмно-серая.
Голос представлен серией мягких кудахтающих звуков «kiew», а также хриплым «caaaww» или «kreek-kreek», издаваемыми в основном на рассвете и в сумерках.

## Распространение и места обитания
Палаванская птица-носорог является эндемиком Филиппин. Ареал ограничен островами на западе Филиппин: Каламианские острова (Бусуанга, Кулион, Калавит), Палаван и Балабак. Естественными местами обитания являются первичные и вторичные вечнозеленые леса; иногда мангровые болота и районы натурального сельского хозяйства; встречается на высоте от уровня моря до 900 м над уровнем моря.

## Биология
Палаванская птица-носорог ведёт оседлый образ жизни. Кормится обычно небольшими группами, собирая корм на всех уровнях леса от полога до земли. В состав рациона входят в основном фрукты, а также в небольшом количестве насекомые и ящерицы. О биологии размножения практически ничего не известно. Одно гнездо было сфотографировано на высоте около 20 м от земли на большом дереве, вход был замурован, внутри находились самка с птенцами, но дата и место обнаружения гнезда не указаны.

## Охранный статус
МСОП присвоил виду охранный статус VU. Вид с ограниченным фрагментированным ареалом, обитает только на пяти островах, три самых маленьких из которых в настоящее время в значительной степени очищены от леса. Относительно часто встречается только в Национальный парк подземной реки Пуэрто-Принсеса на Палаване. Весь остров Палаван является биосферным заповедником, охота на птиц запрещена, но соблюдение охранных законов затруднено. Известно, что многие виды птиц всё ещё собираются из гнёзд для еды и торговли домашними животными, а большая часть оставшегося леса находится под серьёзной угрозой из-за лесозаготовок и добычи полезных ископаемых. Численность популяции сокращается и оценивается в 2500—9999 взрослых особей.